# Jean-Pierre Beltoise
Jean-Pierre Maurice Georges Beltoise (Paris, 26 de abril de 1937 – Dacar, 5 de janeiro de 2015) foi um automobilista francês.
Antes de iniciar carreira como piloto na Fórmula 1, Beltoise ganhou onze títulos nacionais de motociclismo em apenas 3 anos. Em seguida, passou pela Fórmula 3 e Fórmula 2, sendo então contratado pela escuderia Matra na Temporada de Fórmula 1 de 1967. No ano seguinte conseguiu o segundo lugar no Grande Prêmio da Holanda.
Na temporada de 1969 inscreveu-se pela escuderia de Ken Tyrrell, ao lado de Jackie Stewart, sendo seu melhor resultado novamente um segundo lugar no Grande Prêmio da França.
Em 1971, pilotando novamente pela Matra, envolveu-se num acidente que causou a morte do piloto Ignazio Giunti, em Buenos Aires, que o fez perder a licença por algum tempo.
Em 1972, ele regressou, pela decadente escuderia BRM, vencendo o Grande Prêmio de Mônaco, sob forte chuva. Foi o último triunfo da BRM na F-1. Retirou-se das pistas em 1974, aos 37 anos.
Após seu afastamento da Fórmula 1, participou de provas para a equipe Ligier F1, mais tarde passando a competir nas corridas de classe turismo em França, chegando a ganhar por duas vezes o Campeonato Francês com a BMW. Participou ainda de rallies, ganhando o campeonato francês com um Alpine-Renault. Durante os anos 1980 tornou a participar de campeonatos de classe turismo.
Casou-se com a irmã de François Cévert, Jacqueline Beltoise, tiveram dois filhos, um deles, Anthony Beltoise, também tornou-se piloto de carros de turismo.
Beltoise faleceu em decorrência de AVC.

## Todos os Resultados de Jean-Pierre Beltoise na Fórmula 1
(Legenda) Corridas em itálico indica volta mais rápida
| Ano  | Entrada             | Chassis      | Motor            | Pneus | 1       | 2       | 3       | 4       | 5       | 6       | 7       | 8       | 9       | 10      | 11      | 12      | 13      | 14     | 15     | Pontos | Posição |
| ---- | ------------------- | ------------ | ---------------- | ----- | ------- | ------- | ------- | ------- | ------- | ------- | ------- | ------- | ------- | ------- | ------- | ------- | ------- | ------ | ------ | ------ | ------- |
| 1974 | Team Motul BRM      | BRM P160E    | BRM V12          | F     | ARG 5º  | BRA 10º |         |         |         |         |         |         |         |         |         |         |         |        |        | 10     | 13º     |
| 1974 | Team Motul BRM      | BRM P201     | BRM V12          | F     |         |         | AFS 2º  | ESP Ret | BEL 5º  | MON Ret | SUE Ret | HOL Ret | FRA 10º | GBR 12º | ALE Ret | AUT Ret | ITA Ret | CAN NC | EUA NQ | 10     | 13º     |
| 1973 | Marlboro BRM        | BRM P160D    | BRM V12          | F     | ARG Ret | BRA Ret | AFS Ret |         |         |         |         |         |         |         |         |         |         |        |        | 9      | 10º     |
| 1973 | Marlboro BRM        | BRM P160E    | BRM V12          | F     |         |         |         | ESP 5º  | BEL Ret | MON Ret | SUE Ret | FRA 11º | GBR Ret | HOL 5º  | ALE Ret | AUT 5º  | ITA 13º | CAN 4º | EUA 9º | 9      | 10º     |
| 1972 | Marlboro BRM        | BRM P160B    | BRM V12          | F     |         | AFS Ret | ESP Ret | MON 1º  | BEL Ret | FRA 15º |         |         |         |         |         |         |         |        |        | 9      | 11º     |
| 1972 | Marlboro BRM        | BRM P160C    | BRM V12          | F     |         |         |         |         |         |         | GBR 11º | ALE 9º  | AUT 8º  |         |         |         |         |        |        | 9      | 11º     |
| 1972 | Marlboro BRM        | BRM P180     | BRM V12          | F     |         |         |         |         |         |         |         |         |         | ITA 8º  | CAN Ret | EUA Ret |         |        |        | 9      | 11º     |
| 1971 | Equipe Matra Sports | Matra MS120B | Matra V12        | G     |         | ESP 6º  | MON Ret | HOL 9º  | FRA 7º  | GBR 7º  |         |         |         | CAN Ret | EUA 8º  |         |         |        |        | 1      | 22º     |
| 1970 | Equipe Matra Elf    | Matra MS120  | Matra V12        | G     | AFS 4º  | ESP Ret | MON Ret | BEL 3º  | HOL 5º  | FRA 13º | GBR Ret | ALE Ret | AUT 6º  | ITA 3º  | CAN 8º  | EUA Ret | MEX 5º  |        |        | 16     | 9º      |
| 1969 | Matra International | Matra MS10   | Ford Cosworth V8 | D     | AFS 6º  |         |         |         |         |         |         |         |         |         |         |         |         |        |        | 21     | 5º      |
| 1969 | Matra International | Matra MS80   | Ford Cosworth V8 | D     |         | ESP 3º  | MON Ret | HOL 8º  | FRA 2º  |         | ALE *6º | ITA 3º  | CAN 4º  | EUA Ret | MEX 5º  |         |         |        |        | 21     | 5º      |
| 1969 | Matra International | Matrs MS84   | Ford Cosworth V8 | D     |         |         |         |         |         | GBR 9º  |         |         |         |         |         |         |         |        |        | 21     | 5º      |
| 1968 | Matra Sports        | Matra MS7    | Ford Cosworth L4 | D     | AFS 6º  |         |         |         |         |         |         |         |         |         |         |         |         |        |        | 11     | 9º      |
| 1968 | Matra Sports        | Matra MS11   | Matra V12        | D     |         |         | MON Ret | BEL 8º  | HOL 2º  | FRA 9º  | GBR Ret | ALE Ret | ITA 5º  | CAN Ret | EUA Ret | MEX Ret |         |        |        | 11     | 9º      |
| 1968 | Matra International | Matra MS10   | Ford Cosworth V8 | D     |         | ESP 5º  |         |         |         |         |         |         |         |         |         |         |         |        |        | 11     | 9º      |
| 1967 | Matra Sports        | Matra MS7    | Ford Cosworth L4 | D     |         | MON NQ  |         |         |         |         |         |         |         |         |         |         |         |        |        | 0      | NC      |
| 1967 | Matra Sports        | Matra MS7    | Ford Cosworth L4 | G     |         |         |         |         |         |         |         |         |         | EUA 7º  | MEX 7º  |         |         |        |        | 0      | NC      |

- Beltoise terminou o GP da Alemanha de 1969 em 12º, mas o francês avançou 6 posições e classificou-se em 6º lugar, porque os pilotos que terminaram a corrida do 5º ao 10º colocados conduziram carros da Fórmula 2, que não são incluídos oficialmente na classificação geral da corrida e evidentemente não tem direito aos pontos.